# Dave Esterkamp
David John Esterkamp, detto Dave (Cincinnati, 28 marzo 1978), è un ex cestista statunitense, professionista in Europa.

## Palmarès
- Campione d'Austria (2003, 2004)
- Campione di Svizzera (2007, 2008)
- Coppa di Svizzera (2007)
- Coppa di Lega Svizzera (2008, 2009, 2010)
- LNA Player of the Year (2008)
- LNA Forward of the Year (2008)
- LNA Import Player of the Year (2008)